# Нахид, Дэвид
Дэвид Нахид (англ. David Nakhid; род. 15 мая 1964, Порт-оф-Спейн, Тринидад и Тобаго) — тринидадский футболист, полузащитник, сенатор от Объединённого национального конгресса.

## Клубная карьера
Футболом начал заниматься в довольно позднем возрасте во время своего обучения в Америке. В дальнейшем, Нахид стал одним из первых тринидадских легионеров в Европе. Он побывал в клубах Бельгии, Швейцарии, Греции и Швеции. Долгое время выступал в Ливане, где вместе с клубом «Аль-Ансар» выигрывал все местные титулы.

## Карьера в сборной
За сборную Тринидада и Тобаго Нахид вызывался на протяжении 13 лет. Всего за неё он провел 35 матчей и забил восемь голов. В 2000 году вместе с ней он становился бронзовым призёром на Золотом кубке КОНКАКАФ. Последний свой матч за национальную команду хавбек провел 26 марта 2005 года против Гватемалы в рамках отборочного турнира к Чемпионату мира 2006 года в Германии. В нём тринидадцы потерпели сокрушительное поражение со счетом 1:5. На тот момент Нахиду без малого был 41 год.

## Дальнейшая деятельность
Не успев закончить карьеру, футболист приступил к тренерской работе. Он был играющим наставником в ливанской «Аль-Мабарре» и тринидадской «Каледонии». Окончательно повесив бутсы на гвоздь, Нэхид открыл в Ливане свою футбольную академию. В 2006 году перед стыковыми матчами за право выйти на ЧМ-2006 сборными Тринидада и Тобаго и Бахрейном глава тринидадской футбольной федерации футбола и вице-президент ФИФА Джек Уорнер обвинял бывшего футболиста в предательстве. По его словам Нахид помогал в подготовке соперникам в обмен на пост наставника молодёжной сборной Бахрейна. В частности, он передал арабам видеопленки с записями матчей. Нахид отмел все обвинения в свой адрес. При этом он заподозрил помощника наставника «воинов сока» Лео Беенхаккера Вима Рейсбергена в расизме.
В 2011 году тринидадец некоторое время возглавлял ливанский клуб «Расинг» (Бейрут).
В октябре 2015 года Нахид выдвинул свою кандидатуру на выборы Президента ФИФА. Однако через несколько дней организация отказала ему в регистрации из-за того, что выдвигавшая его Федерация футбола Американских Виргинских островов поддержала две кандидатуры. По этой причине её выбор решили не учитывать. Данное решение Нэхид пытался опротестовать.

## Достижения

### Клубные
- Обладатель Кубка Швейцарии (1): 1993/94
- Чемпион Ливана (2): 1995/96, 1996/97.
- Обладатель Кубка Ливана (2): 1995/96, 2001/02.
- Обладатель Суперкубка Ливана (2): 1996, 1997.
- Ливанского элитного кубка (1): 1997.

### Международные
- Бронзовый призёр Золотого кубка КОНКАКАФ (1): 2000.